# 国鉄タム3250形貨車
国鉄タム3250形貨車（こくてつタム3250がたかしゃ）は、かつて日本国有鉄道（国鉄）及び1987年（昭和62年）4月の国鉄分割民営化後は日本貨物鉄道（JR貨物）に在籍した私有貨車（タンク車）である。
本形式より改造され別形式となったタム23250形についても本項目で解説する。

## タム3250形
タム3250形は、ベンゾール専用の15t積タンク車として1949年（昭和24年）10月29日から1960年（昭和35年）9月14日にかけて83両（タム3250 - タム3286､タム3290 - タム3335）が新潟鐵工所、川崎車輛、市川重工業、東洋レーヨン、カテツ交通、三菱重工業、若松車輌、日本車輌製造にて製造または改造編入された。この際なぜかタム3287 - タム3289は空番であった。
本形式の他にベンゾール専用種別とする形式は、タ1000形（48両）、タム3200形（5両）、タム23250形（15両、後述）、タサ1000形（13両）、タサ1050形（2両）、タサ1100形（6両）、タサ4400形（1両）、タキ200形（初代）（1両）、タキ850形（1両）、タキ900形（2両）、タキ950形（2両）、タキ1800形（65両）、タキ4150形（1両）、タキ6450形（3両）、タキ14400形（11両）の15形式が存在した。
落成時の所有者は、田中屋商店、日本鋼管、タール製品取扱業協同組合、安宅産業、東洋レーヨン、第一通商、森岡興業、富士製鉄化学、入丸産業、日本化成工業、八幡製鐵、三井化学工業（その後三井東圧化学へ社名変更）、由良精工、日本曹達、北海道炭礦汽船、北一産業、関東タール製品、北新化成の18社であった。
貨物列車の最高速度引き上げが行われた1968年（昭和43年）10月1日ダイヤ改正対応のため、大半の車輌の軸ばね支持方式が二段リンク式に改造され、最高運転速度は65km/hから75km/hへ引き上げられた。
塗色は、黒であり、全長は8,800mm、全幅は2,408mm、全高は3,637mm、軸距は3,800mm - 4,100mm、実容積は16.5m3 - 19.0m3、自重は10.4t - 11.4t、換算両数は積車2.6、空車1.2、車軸は12t長軸であった。
1987年（昭和62年）4月の国鉄分割民営化時には8両（タム3251、タム3252、タム3313、タム3314、タム3326 - タム3328、タム3331）の車籍がJR貨物に継承されたが、1989年（平成元年）3月に最後まで在籍した5両（タム3313、タム3314、タム3326 - タム3328）が廃車となり同時に形式消滅となった。

## タム23250形
タム23250形はベンゾール専用の15t積み私有貨車（タンク車）である。
当初タム3250形の軸ばね支持装置は一段リンク式であったが、貨物列車の最高速度引き上げが行われた1968年（昭和43年）10月1日ダイヤ改正対応のため、大半の車は二段リンク式に改造したが、北海道地区ではスピードアップが見送られたため、二段リンク化の対象外となった車両が15両（ロタム23253、ロタム23257、ロタム23266、ロタム23268 - ロタム23271、ロタム23293、ロタム23297 - ロタム23298、ロタム23310 - ロタム23311、ロタム23318 - ロタム23319、ロタム23323）残り、区別のため別形式（タム23250形）とした。車番は現番号に「20000」を加える形となった。改造内容は標記類の書き換え以外何もなく、むしろ本形式の方が本来のタム3250形ともいえる。
識別のため記号に「ロ」を丸で囲んだ通称マルロが追加され「ロタム」となり黄色（黄1号）の帯を巻いている。タンク体には同色で「道外禁止」と標記された。
所有者は共立産業商事、日商化学工業、北一産業運輸、富士製鐵（その後社名は新日本製鐵に変更）、北海道炭礦汽船の5社であった。
塗色は、黒であり黄色（黄1号）の帯を巻いている。全長は7,850mm - 8,800mm、実容積は19.0m3、自重は11.2t - 11.4t、換算両数は積車2.6、空車1.2、最高運転速度は65km/h、車軸は12t長軸であった。
1985年（昭和60年）7月8日に最後まで在籍した車4両（ロタム23268 - ロタム23271）が廃車となり、同時に形式消滅となった。